# 望龍埤
24°46′32″N 121°41′56″E / 24.775435°N 121.698913°E
望龍埤，位於台灣宜蘭縣員山鄉枕山村的大礁溪山麓，面積約四至五公頃的埤塘。

## 歷史
光緒16年（1890年），內湖仔墾戶自力開闢金源和圳，以枕頭山埤為水源，稱之為「龍目埤」，但因由周遭山巒不高，集水區域不廣，湖水盈枯無常，蓄水功能軟弱，被喚為「軟埤」。另地方人士還依「風從虎，雲從龍」之古諺，取為今名。
1980年代，水位降低至乾涸，湖底雜草叢生。2000年代，枕山休閒農業區成立後，為促進觀光，農委會水土保持局、宜蘭農田水利會及各界人士等幫助下，挖除埤內積沉泥土，修築埤岸，增建九曲橋、興建環湖步道、涼亭、島嶼，並廣植樹木、設置停車場，引取大礁溪，施放原生魚類，使該埤恢復生機。
為《下一站，幸福》花田村取景地點。